# ハニーブロンド
『ハニーブロンド』とは、フクダーダによる日本の成人漫画。
2021年からは同人誌での続編「～さくら～」「～ひまわり～」「～マーガレット～」も発行され、2025年に「ハニーブロンド2」として刊行されている。

## あらすじ
日本とイギリスの混血児であるエレノア・マーサーは、金髪碧眼という容姿と和の精神を併せ持った女子高生。そんなエリナには長年交際している幼馴染の弓岡正紀がいる。青春真っ盛りの2人は毎日のように身体を貪り合い、激しく愛を確かめ合っていた。しかし、ある日いつものように母乳を吸おうと、正紀はエリナの乳首にむしゃぶりつくが、いくら吸っても母乳が出てこなくなってしまった。

## 登場人物

### 主要人物
弓岡 正紀（ゆみおか まさき）
本作の主人公。本を読めば知識面は一通り覚えられるなど、学業優秀で器用な男子高生。英語が堪能（本人曰く「日常会話レベル」）。
面倒見のよい優しい性格だが、流されやすい部分もある。大のおっぱい星人であり、母乳をこよなく愛している。同人では太目もイケる発言をしているほか、飛行機恐怖症であると明かされ、海外出張していた両親から「20歳にして弟or妹が出来る」という驚愕の事実を伝えられる。
エレノア・マーサー（Eleanor Mercer）
本作のヒロイン。通称：エリナ。和食通であり、宇治金時や納豆が好物。
正紀とは幼馴染であり、10年に及ぶ交際をしている（初体験は中学時）。日本とイギリスの血を引くハーフ。そばかす顔とブロンドヘアが特徴。非常にグラマラスでIカップの爆乳を持ち、さらに母乳まで出る特異体質。
学業不振でとりわけ英語が苦手なものの、思いのほか家庭的な面もある。正紀に対する愛情は強く、精神的に大きく依存している（ただし、依存度は正紀も同レベル）。

### その他
カレン・マーサー（Karen Mercer）
エリナの母親。娘以上にグラマラスなイギリス美人。
夫に先立たれて以降、女手ひとつで娘を育ててきたシングルマザー。現在はイギリス滞在のキャリアウーマン。娘のエリナと正紀の交際には寛容だが、元々正紀の初恋の対象であったり、2人の交際に便乗して自分もSEXに参加して来るなど、エリナにとってはある意味恋敵である。
吉見 哲（よしみ てつ）
正紀の友人。以前はエリナに密かな想いを寄せていたが、現在はしのぶと交際中。エリナに未練がない訳ではないが、しのぶを大事にしたい気持ちに嘘はない。
竹内しのぶ（たけうち）
エリナの友人。エリナには劣るものの、Eカップの巨乳。哲に告白して交際を始めるが、左の乳首にピアスを入れたり、正紀・エリナとラブホテルに入り同じ部屋で一緒にSEXするなど、自身に繋ぎとめるために強引な手段も使っている。正紀に対しても良き友人として発破をかけたりしている。
同人で明らかになった設定だが、家は大金持ち。色眼鏡で見てほしくなかったためか、哲にも交際が始まってから明かしている。その分高校時代は猫をかぶっていたようで、進学後はハッチャケ気味で身体もたるんでいる。
佳枝（よしえ）
エリナの友人。ウェーブのかかったボブカットが特徴。Aカップの貧乳が悩み。

## 書誌情報
- フクダーダ 『ハニーブロンド』 コアマガジン（MEGASTORE COMICS）、全1巻。
  1. 2009年4月25日発売[1] ISBN 978-4-86252-594-9[2]
- フクダーダ『ハニーブロンド2』コアマガジン（MEGASTORE COMICS）、全1巻。
  1. 2025年4月30日発売 ISBN 978-4-86653-878-5